# Равич (герб)
Герб Равич (пол. Rawicz, Rawa), иначе Вршин (пол. Ursyn, Ursus, Ursowic) — польский дворянский герб.

## Описание и легенда
В золотом (иногда синем или красном) поле идущий вправо черный медведь; на нём сидит дева с распущенными волосами и распростёртыми наподобие креста руками. На деве красное (синее или серебряное) платье, оставляющее руки открытыми до локтя, и корона. Выше изображаются шлем, корона и два оленьих рога, между которыми виден стоящий на задних лапах, выходящий до половины черный медведь; левая передняя лапа опущена, в правой он держит розу.
Старейшие изображения герба (XIV—XV вв.) значительно отличаются друг от друга: используются разные цвета поля и платья девушки, варьируется её положение относительно зверя. Иногда деву изображают стоящей перед медведем или около него. Встречается вариант, в котором стоящий на задних лапах медведь обнимает деву одной или двумя лапами. Впоследствии изображение девы, сидящей на спине идущего медведя, стало доминирующим в польской геральдике.
Герб Равич иллюстрирует старинную легенду, которую воспроизводят в своих гербовниках наиболее ранние и известные польские геральдики — Бартош Папроцкий (XVI в.) и Симон Окольский (XVII в.). Один из английских королей умер, не оставив надлежащим образом оформленного завещания, и волю свою объявил с того света. Оставил своему сыну корону и недвижимое имущество, а дочери — все движимое имущество. По наущению советников, принц решил формально исполнить волю отца и велел запустить черного медведя — несомненно, являвшегося движимым имуществом короны — в опочивальню принцессы. В случае смерти принцессы, казавшейся неизбежной, исполнялась воля короля и наглядно демонстрировалась неспособность принцессы управлять движимым имуществом. Однако девушка не только укротила зверя, но даже выехала верхом на нём из своих покоев, воздев руки к небу и взывая к справедливости. Брат, увидев, что правда и силы неба на стороне сестры, попросил у неё прощения и выдал замуж за князя лотарингского со всем причитавшемся ей имуществом. Впоследствии сыновья принцессы, оставив в герцогстве своего старшего брата, разъехались по Европе. Смысл герба — способность Равичей с честью выходить из тяжелых испытаний, «превращение Конфузии в Викторию».

## Происхождение герба. Проклятие
Равич считается одним из старинных польских гербов. Он был выдвинут потомками Вршовцев — чешских вельмож, игравших видную роль в X—XII вв. при дворе князей Пржемысловичей.
Вршовцы правили многими чешскими городами, принимали активное участие в политике и войнах (в том числе во внутренних междоусобицах). В частности, в 995 г. ими была истреблена княжеская семья Славниковичей, из которой происходил пражский епископ св. Адальберт (Войтех). За убийство своих четырёх братьев св. Адальберт предал Вршовцев проклятию и предсказал, что их род трижды подвергнется разорению. Его пророчество вскоре сбылось.
Осенью 1108 года Вршовцы, проиграв феодальную усобицу с Пржемысловичами, подверглись жестоким преследованиям. По приказу князя Святополка на горе Петржин в Праге, во Врацлаве и Либице состоялись массовые казни Вршовцев. Уцелевшие представители рода бежали в Польшу и другие соседние страны. В Польше Вршовцев милостиво встретил Болеслав III Кривоустый и пожаловал им земли в Мазовии. Вршовцы расселились на этих землях, основав многочисленные замки и города.
Как пишет польский историк Ян Длугош:

Рава … выводится из чешского племени, называемого Вршовцами — рода, почти полностью уничтоженного чешскими князьями за вероломство, за исключением тех немногих, кто бежали в Польшу и расселились там. Мужи суровые, бесстрашные и жестокие, некоторые склонны к кровопролитию, презирают опасность.
Оригинальный текст (пол.)
Rawa (...) wywodzący się z plemienia czeskiego, gdzie nazywani są Wrszowcami; z powodu zbrodni wiarołomstwa wytraceni z całym ich rodem przez książąt Czech, z wyjątkiem niewielu, którzy uszedłszy do Polski rozrośli się w znakomitą rodzinę. Mężowie surowi, nieustraszeni i okrutni, niektórzy również skłonni do rozlewu krwi, gardzący niebezpieczeństwami.

## Жизнь Равичей в Польше. Участие в Грюнвальдской битве
Письменные упоминания герба Равич, использовавшегося потомками Вршовцев, появляются в польских источниках уже в середине XII века. Его носили: воевода Говорек (1140 г.), краковский епископ Ян Грот (1338 г.).
В этот период времени у Равичей были популярны несколько мужских имен: Говорек, Стрела, Прандота, Варш. Существует гипотеза, что от имени Варш произошло название нынешней польской столицы.
В 1410 г. рыцарский полк под гербом Рава принимал участие в Грюнвальдской битве и отличился на поле боя. Руководил полком Кристиан из Острова, краковский каштелян, который также входил в число восьми главных военных советников короля Владислава II Ягелло в данной кампании. Кроме того, в сражении у г. Коронова, произошедшем вскоре после Грюнвальдской битвы и, по мнению Яна Длугоша, не уступающем ей по красоте победы, отличился рыцарь по имени Кристин Магеро из Говожиц, герба Рава. Упоминание обо всем этом можно найти в хронике Длугоша.
После принятой в 1413 г. Городельской Унии герб Равич распространился и в Литве. В Польше он чаще всего встречается в земле сандомирской, равской, краковской и любельской.
Равичами были основаны следующие города: Равич (Rawicz), Савин (Sawin), Щекочин (Szczekocin), Пржисуха (Przysucha), Кетржин (Kętrzyn), Радзин Подлясский (Radzyń Podlaski), Адамов (Adamów), Хельм (Chełm), Луков (Łuków), Вегров (Węgrów), Кучержина (Kościerzyna), Гонядзь (Goniądz), Пржемысл (Przemyśl), Томашов Мазовецкий (Tomaszów Mazowiecki), Ожаров Мазовецкий (Ożarów Mazowiecki), Маргонин (Margonin).

## Герб используют
А
1. Амшинские (Amszynski)
2. Арцишевские (Arciszewski)

Б
1. Багоцкие (Bagocki)
2. Бакаларовичи (Bakalarowicz)
3. Бандровские (Bandrowski)
4. Бар (Бэр) (Bar, Bahr, Baehr)
5. Барановские (Baranowski)
6. Баранские (Baranski)
7. Бедржиховские (Biedrzychowski)
8. Бедржицкие (Biedrzycki)
9. Белдовские (Beldowski)
10. Белзовские (Belzowski)
11. Бельские (Bielski)
12. Бенеские (Bienieski)
13. Беренрейтер и Беренрейтер-Пржиемские (Behrenreiter et Behrenreiter-Prziemski)
14. Бильбинк (Bilbink)
15. Бинбинк (Binbink)
16. Блисковские (Bliskowski)
17. Богуские (Boguski)
18. Богуцкие (Bogucki)
19. Божевицкие (Bozewicki)
20. Бонковские (Bakowski)
21. Боржевицкие (Borzewicki)
22. Боровские (Borowski)
23. Борщовские (Borszczowski)
24. Борычевские, Борышевские (Boryszewski)
25. Бохенские (Bochenski)
26. Брабантские (Brabantski, Brabantsky)
27. Бржуминские (Brzuminski)
28. Броттовские де Бардава (Brottowsky de Bardawa)
29. Брошневские (Broszniowski)

В
1. Варш (дворянство) (Warsz)
2. Варшавские (Warszawski)
3. Варшевские (Warszewski)
4. Варшовские (Warszowski)
5. Венгржиновичи (Wegrzynowicz)
6. Венгржиновские (Wegrzynowski)
7. Верцинские (Wiercinski)
8. Вильковские (Wilkowski)
9. Вильчопольские (Wilczopolski)
10. Висимирские (Wisimirski)
11. Витоженц (Witozec)
12. Витославские (Witoslawski)
13. Возненские (Woznienski)
14. Возницкие (Woznicki)
15. Войцинские (Wojcinski, Woycinski)
16. Вуйцицкие (Wojcicki, Woycicki)
17. Войчинские (Wojczynski, Woyczynski)
18. Войшвилло (Wojszwillo)
19. Волминские (Волминские Нассута) (Wolminski, Wolminski Nassuta)
20. Волуцкие (Wolucki)
21. Вольские (Wolski)
22. Воячинские (Wojaczynski)
23. Вренцкие (Wrecki)
24. Вроченские (Wroczenski)
25. Вшеборские (Wszeborski)
26. Высоцкие (Wysocki)
27. Вышомирские (Вышомерские) (Wyszomirski, Wyszomierski)
28. Вершковы

Г
1. Гаворские (Gawerski)
2. Гавронские (Gawronski)
3. Гадзицкие (Gadzicki)
4. Гаецкие (Gajecki)
5. Галимские (Галинские) (Galimski, Galinski)
6. Гано (Гано-Липские) (Gano, Gano-Lipski)
7. Гедиголд (Giedygold)
8. Гешковские (Gieszkowski)
9. Гондецкие (Gadecki)
10. Гневош (Gniewosz)
11. Говарчевские (Gowarczewski)
12. Говорек (Goworek)
13. Голынские (Golynski)
14. Горские (Gorski)
15. Гржондские (Grzadzki)
16. Громадские (Gromadzki)
17. Грондские (Gradzki)
18. Грот (Grot)
19. Гротовские (Grotowski)
20. Гурские (Gurski)
21. Гут (Gut, Guth)
22. Гутковские (Gutkowski)

Д
1. Далматы (Dalmat)
2. графы и дворяне Дембинские (v. Dembinski, Debinski)(в России ОГ IX, 22)
3. Дембские (Debski)
4. графы Дембяны-Равич-Дембинские (Dembiany-Ravicz-Dembinsky)
5. Депульт (Depult)
6. Дергон (Dergon)
7. Деренговские (Deregowski)
8. Дзевульские (Dziewulski)
9. Дзеконские (Dziekonski)
10. Добрженецкие (Dobrzeniecki)
11. Доброневские (Dobroniewski)
12. Домбровские (Dabrowski)
13. Доростайские (Dorostajski)
14. Држевецкие (Drzewiecki)
15. Држевицкие (Drzewicki)

Е
1. Езерковские (Езёрковские) (Jezierkowski, Jeziorkowski)

Ж
1. Жабинские (Zabinski)
2. Жван (Зван) (Zwan)
3. Желязо (Zelazo)
4. Желясковские (Zelaskowski)
5. Жолен(д)ковские (Zoledkowski, Zolekowski)
6. Жолендовские (Zoledowski)
7. Жоховские (Żochowski)[2]

З
1. Заборовские (Zaborowski) (в России ОГ II, 69)
2. Завада (Zawada)
3. Завадовские (в России ОГ I, 31)
4. Завиховские (Zawichowski)
5. Загродские (Zagrodzki)
6. Зайховские (Zaichowski)
7. Закашевские (Zakaszewski)
8. Залеские (Zaleski)
9. Залуские (Zaluski)
10. Зассовские (Zassowski)
11. Зацвилиховские (Zacwilichowski)
12. Зацноляские (Zacnolaski)
13. Зачковские (Zaczkowski)
14. Здембинские (Zdembinski)
15. Здзеховские (Zdziechowski)
16. Здржалик (Zdrzalik)
17. Зегжда (Zegrzda)
18. Зелясовские (Zelasowski)
19. Земацкие (Ziemacki)
20. Земяки (Ziemak)
21. Знамеровские (Знамировские) (Znamierowski, Znamirowski)

К
1. Казимирские (Kazimirski)
2. Кальницкие (Kalnicki)
3. Каменские (Kamienski)
4. Каминские (Kaminski)
5. Карвовские (Karwowski)
6. Кемличи (Kiemlicz)
7. Кеневичи (Kieniewicz)
8. Кендзерские (Kędzierski)
9. Климчицкие (Klimczycki)
10. Клишовские (Kliszowski)
11. Клопоцкие (Klopocki)
12. Клочевские (Kloczewski)
13. Клочовские (Клочевские) Kloczowski, Kloczewski)
14. Козелковские (Kozielkowski)
15. Козицкие (Kozicki)
16. Коморницкие (Komornicki)
17. Коморовские (Komorowski)
18. Конинские (Koninski)
19. Корниловичи (Kornilowicz)
20. Косецкие (Kosecki)
21. Косибские (Kosibski)
22. Косинские, Козинские (Kosinski)
23. Коссецкие (Kossecki)
24. Коссовские (Kossowski)
25. Костро (Kostro)
26. Костровицкие (Kostrowicki)
27. Костырко-Стоцкие[3][4].
28. Котлинские (Kotlinski)
29. Кохан (Kochan)
30. Кохановские (Kochanowski)
31. Красницкие (Krasnicki)
32. Красновские (Krasnowski)
33. Красовские (Krasowski)
34. Кращинские (Kraszczynski)
35. Кржичиковские (Krzyczykowski)
36. Кропотовы (в России ОГ VI, 32)
37. Круковские (Krukowski)
38. Кручинские (Kruczynski)
39. Куроши (Курош Корниллович) (Kurosz, Kurosz Kornillowicz)

Л
1. Левицкие (Lewicki)
2. Ленек (Leniek)
3. Ленк (Lenk)
4. Лентовские (Letowski)
5. Лесневские (Lesniewski)
6. Линовские (Linowski)
7. Липинские (Lipinski)
8. Липицкие (Lipicki)
9. Лонцкие (Lacki)
10. Лупинские (Lupinski)
11. Лясота (Lasota)
12. Лясотовичи (Лясотавич, Ляссотович) (Lasotowicz, Lasotawicz, Lassotowicz)

М
1. Магер (Magier)
2. Макоцкие (Makocki)
3. Малаховские (Malachowski)
4. Малгевские (Malgiewski)
5. Малина (Malina)
6. Мацкевичи (Mackiewicz)
7. Мейштовичи (Meysztowicz)
8. Мелгевские (Melgiewski)
9. Меленевские (Meleniewski)
10. Мельгуновы (в России ОГ I, 65)[5]
11. Менцинские (Mecinski)
12. Менчинские (Meczynski)
13. Меховские (Miechowski)
14. Микульские (Mikulski)
15. Микуловские (Mikuloski, Mikulovsky)
16. Минигайло (Minigaylo)
17. Митровские (Митровские Кохан) (Mitrowski, Mitrowski Kochan)
18. Миховские (Michowski)
19. Мниховские (Mnichowski)
20. Модлишевские (Modliszewski)
21. Монько (Monko)
22. Мосинские (Mosinski)
23. Мысловские (Myslowski)

Н
1. Надарские (Nadarski)
2. Надратовские (Nadratowski)
3. Неверские (Niewierski)
4. Недзвец (Niedzwiec)
5. Недзялковские (Niedzialkowski)
6. Немцевичи (Немцевичи Урсын) (Niemcewicz, Niemcewicz Ursyn)
7. Немчевичи (Niemczewicz)
8. Неселковские (Несёлковские, Несулковские) (Niesielkowski, Niesiolkowski, Niesulkowski)
9. Несуловские (Niesulowski)
10. Нищевские (Niszczewski)
11. Новомейские (Nowomiejski)
12. Ножовские (Nozowski)
13. Нозевские (Nozewski)
14. Носковские (Noskowski)
15. Нуржинские (Nurzynski)

О
1. Овсянко (Owsianko)
2. [www.lyczkowski.net/ru/gerbovnik/belorusskoj-shljahty/tom-1.html Овсяные] (Owsiany)
3. графы и дворяне Ожаровские (Ozarowski)
4. Ожга (Ozga)
5. Ожегальские (Ozegalski)
6. Окольские (Окульские, Окольские з Окола) (Okolski, Okolski, Okolski z Okola)
7. Олдаковские (Oldakowski)
8. Олендские (Oledzki, Olendski)
9. Оленины (в России ОГ I, 72)
10. Оленские (Olenski)
11. Олешевы (в России ОГ II, 112)
12. Ольшевские (Olszewski)
13. Оские (Oski)
14. Островские (Ostrowski)
15. Отрембус (Otrembus)
16. Ощепальские (Oszczepalski)

П
1. Панкрацкие (Pankracki)
2. Пароские (Paroski)
3. Пахневские (Pachniewski)
4. Пиотровские (Петровские) (Piotrowski)
5. Плодзинские (Plodzinski)
6. Плоцкие (Plocki)
7. Поддембские (Poddebski)
8. Подконские (Podkonski)
9. Подчаские (Podczaski)
10. Понговские (Pagowski)
11. Поражинские (Porazinski, Porazynski)
12. Прандота (Prandota)
13. Пржиемские (Przyjemski)
14. Пржисталовичи (Przystalowicz)
15. Пришмонт (Pryszmont)
16. Просинские (Prosinski)
17. Просоловичи (Прасоловичи) (Prosolowicz, Prasolowicz)
18. Прусинские (Prusinski)
19. Прушинские (Pruszynski)
20. Пукинские (Pukinski)
21. Пщинские (Pszczynski)
22. Пясецкие (Piasecki)

Р
1. Рава (дворянский род) (Rawa)
2. графы Равита-Островские
3. Равичи (Rawicz)
4. Радзеевские (Radziejowski)
5. Радзиминские (Radzyminski)
6. Радомыские (Radomyski)
7. Ракоци (Rakocy)
8. Рапцевичи (Rapcewicz)
9. Рафал (Rafal)
10. Рацевичи (Racewicz)
11. Ранцевич ( Rancewicz)
12. Рациборские (Raciborski)
13. Ревуцкие (Rewucki)
14. Реговские (Regowski)
15. Регульские (Regulski)
16. Рещенские (Reszczenski)
17. Рёмер (Roemer)
18. Ржепинские (Rzepinski)
19. Рогалинские (Rogalinski)
20. Роголинские (Rogolinski)
21. Роек (Rojek)
22. Розвадовские (Rozwadowski)
23. Рокицкие (Rokicki)
24. Рокотницкие (Rokotnicki)
25. Ромблевские (Rablewski)
26. Росоцкие (Rosocki)
27. Рудзинские (Rudzinski)
28. Русецкие (Rusiecki)

С
1. Саленевичи (Saleniewicz)
2. Самборжецкие (Samborzecki)
3. Свентницкие (Swiatnicki)
4. Свержбинские (Swierzbinski)
5. Свидерские (Swiderski)
6. Свиневские (Swiniowski)
7. Седлецкие (Siedlecki)
8. Сестржинские (Siestrzynski)
9. Сиб (Sib)
10. Скавинские (Skawinski)
11. Скёдер (Skioder)
12. Скиндер (Skinder)
13. Сковеские (Skowieski)
14. Скубиши (Skubisz)
15. Слугоцкие (Slugocki)
16. Слупецкие (Slupecki)
17. Слупские (Slupski)
18. Сморчевские (Smorczewski)
19. Смяровские (Smiarowski)
20. Снопковские (Snopkowski)
21. Соломерецкие (Solomerecki)
22. Сончинские (Saczynski)
23. Становские (Stanowski)
24. Стаховские (Stachowski)
25. Стецкие (Stecki)
26. Стоковские (Stokowski)
27. Стольницкие (Stolnicki)
28. Стоцкие (Stocki)
29. Страхоцкие (Strachocki)
30. Сулистровские (Sulistrowski)
31. Сулишевские (Suliszewski)
32. Сум (Sum)
33. Суходольские (Suchodolski)

Т
1. Тадеевские (Tadejowski, Tadeiowski)
2. Творжанские (Tworzyanski)
3. Томиславские (Tomislawski)
4. Топольские (Topolski)
5. Тржцинские (Trzcinski)
6. Тчинские (Tczynski)

У
1. Уржелевские (Urzelowski)
2. Урсины (Ursyn)
3. Уласевич (Ulasiewicz)

Ф
1. Фагель (Fagel)
2. Филипецкие (Filipecki)
3. Филипицкие (Filipicki)
4. Фрибес (Fribes)

Х
1. Хобржинские (Chobrzynski)
2. Ходынские (Chodynski)
3. Хомицкие (Homicki)
4. Хоцивские (Хоцевские) (Chociwski, Chociewski)
5. Хрослицкие (Chroslicki)

Ц
1. Цвикла (Cwikla)
2. Цельговские (Celgowski)
3. Цецерские (Ciecierski)

Ч
1. Чекерские (Czekierski)
2. Черские (Czerski)
3. Ческие (Czeski)
4. Чиста (Czysta)

Ш
1. Шаблинские (Szabliński)
2. Шабранские (Szabranski)
3. Шантыр (Szantyr)
4. Шахлацкие (Szachlacki)
5. Шацинские (Szacinski)
6. Шидловские (Szydlowski)
7. Шимковские (Szymkowski)
8. Шулишевские (Szuliszewski)
9. Шумовичи (Szumowicz, Shumovich)

Щ
1. Щерба (Sczerba, Szczerba)
2. Щербицкие
3. Щицинские (Szczycinski)
4. Щуцкие (Szczucki)
5. Щербовичи

Я
1. Явойш (Jawoysz)
2. Якубовичи (Jakubowicz)
3. Яровские (Jarowski)
4. Яровые
5. Яровые-Равские
6. Яроцкие (Яроцкие на Яроцыне, Яроцкие з Яроцын) (Jarocki, Jarocki na Jaroczynie, Jarocki z Jaroszyn, Jarotzky)
7. Ясенские (Ясинские) (Jasienski, Jasinski)
8. Ясильковские (Jasilkowski)
9. Ястковские (Jastkowski)
10. Яцковские (Jackowski)
11. Ящуровские (Jaszczurowski)

Равич изм.
1. Завада (Zawada)
2. Куявские (Kujawski)
3. Страховские (Страхоцкие) (Strachowski, Strachocki)
4. Яроцкие (Jarocki)

Равич II
1. Лясоты (Lasota)

Равич Боженских (Р. Бохенских, Rawicz Bochenskich)
1. Боженские (Бохенские; Bochenski)
2. Хомицкие (Homicki).

## Известные носители герба
- Анджей Гавронский — епископ краковский
- Ян Грот — епископ краковский
- Эразм Гротовский — генерал армии польской
- Анджей Самюэль Дембинский — каштелян бецкий
- Валентий Дембинский — великий коронный канцлер, позже каштелян краковский
- Мариан Здзеховский — польский филолог, критик, публицист, ректор университета Стефана Батория в Вильно
- Петр Клощевский — каштелян завиховский
- Адам Косинский — каштелян подлясский
- Антоний Амилькар Косинский — генерал, участник восстания Костюшко
- Кшиштоф Косинский — гетман казаков, племянник предыдущего
- Станислав Равич Косинский — инженер, проектировщик железной дороги в Галиции
- Юлиан Урсын-Немцевич — писатель, драматург
- Петр Ожаровский — польско-литовский генерал, великий коронный гетман
- Адам Ожаровский — граф, российский генерал, сын предыдущего
- Константин Ожаровский — граф, камергер двора, историк и генеалог, племянник предыдущего
- Симон Окольский — геральдик, историк, проповедник
- Антоний Ян Островский— генерал, основатель Томашова Мазовецкого
- Томаш Адам Островский — маршал Сейма Королевства Польского, надворный коронный казначей
- Владислав Островский — маршал Сейма Королевства Польского
- Антон Адамович Равич-Щербо — польский военный атташе в СССР, генерал польской армии.

Художественные персонажи:
- Анджей Кмициц — главный герой романа Г. Сенкевича «Потоп»
- Ведьмак Геральт из Ривии при дворе королевы Каланте- книги Анджея Сапковского "Ведьмак: Последнее желание""